# Sophie de Mecklenburg-Güstrow
Sophie de Mecklenburg-Güstrow (4 septembrie 1557 – 14 octombrie 1631) a fost nobilă germană și, prin căsătorie, regină a Danemarcei și Norvegiei. A fost mama  regelui Christian al IV-lea al Danemarcei. A fost regentă a ducatului Schleswig-Holstein în perioada 1590–94. 

## Primii ani
A fost fiica Ducelui Ulrich al III-lea de Mecklenburg-Güstrow și a Prințesei Elisabeta a Danemarcei (fiică a regelui Frederick I al Danemarcei și a Sofiei de Pomerania). Prin tatăl ei, nepot al Elisabetei de Oldenburg, ea descinde din regele Ioan al Danemarcei. A moștenit de la Ulrich dorința de cunoaștere. Mai târziu, ea a fost cunoscută drept una dintre cele mai învățate regine din timpurile ei.

## Căsătorie și copii
La 20 iulie 1572, la Copenhaga, la vârsta de 14 ani, Sophie s-a căsătorit cu Frederic al II-lea al Danemarcei; el avea 37. Prin bunicul lor Frederic I al Danemarcei, ei erau veri primari. Căsătoria a fost aranjată de Consiliu danez, care dorea ca regele să se căsătorească. 
Regele Frederic s-a căsătorit cu ea după ce i s-a interzis să se căsătorească cu metresa sa, Anne de Hardenberg, fiica Lordului Cancelar. În ciuda diferenței de vârstă, mariajul a fost descris ca armonios. Regina Sophie a fost o mamă iubitoare, care și-a îngrijit personal copiii când au fost bolnavi.
Pentru că soțul ei a fost bine cunoscut pentru mesele bogate. consumul exagerat de alcool și comportamentul agitat, care a inclus infidelitatea, ea și-a trimis primii trei copii să locuiască cu părinții ei la Güstrow în timpul copilăriei acestora. Sophie a arătat un interes deosebit în domeniul științei și l-a vizitat pe astronomul Tycho Brahe. Ea a fost, de asemenea, interesată de cântecele vechi de folclor.
Sophie și Frederic au avut împreună opt copii, dintre care șapte au supraviețuit:
1. Elisabeta (25 august 1573 – 19 iunie 1626), căsătorită în 1590 cu Henric Julius, Duce de Brunswick-Lüneburg.
2. Anne (12 decembrie 1574 – 2 martie 1619), căsătorită la 23 noiembrie 1589 cu regele Iacob al VI-lea al Scoției (mai târziu Iacob I al Angliei)
3. Christian al IV-lea al Danemarcei (12 aprilie 1577 – 28 februarie 1648)
4. Ulrik (30 decembrie 1578 – 27 martie 1624), căsătorit cu Lady Catherine von Hahn-Hinrichshagen
5. John August (1579–1579)
6. Augusta (8 aprilie 1580 – 5 februarie 1639), căsătorită la 30 august 1596 cu Ducele Johann Adolf de Holstein-Gottorp
7. Hedwig (5 august 1581 – 26 noiembrie 1641), căsătorită la 12 septembrie 1602 cu Christian al II-lea, Elector de Saxonia
8. Ioan, Prinț de Schleswig-Holstein (9 iulie 1583 – 28 octombrie 1602)